# Rzadka Wola
Rzadka Wola – wieś w Polsce, położona w województwie kujawsko-pomorskim, w powiecie włocławskim, w gminie Brześć Kujawski.
| SIMC    | Nazwa  | Rodzaj    |
| ------- | ------ | --------- |
| 1033131 | W Polu | część wsi |

Wieś królewska Wola Rzadka, położona w II połowie XVI wieku w powiecie brzeskokujawskim województwa brzeskokujawskiego, należała do starostwa brzeskokujawskiego. W latach 1975–1998 miejscowość administracyjnie należała do województwa włocławskiego. Według Narodowego Spisu Powszechnego (III 2011 r.) liczyła 135 mieszkańców. Jest dziewiętnastą co do wielkości miejscowością gminy Brześć Kujawski.